# Schéma géographique des Nations unies
Ne doit pas être confondu avec Groupes régionaux des Nations unies.

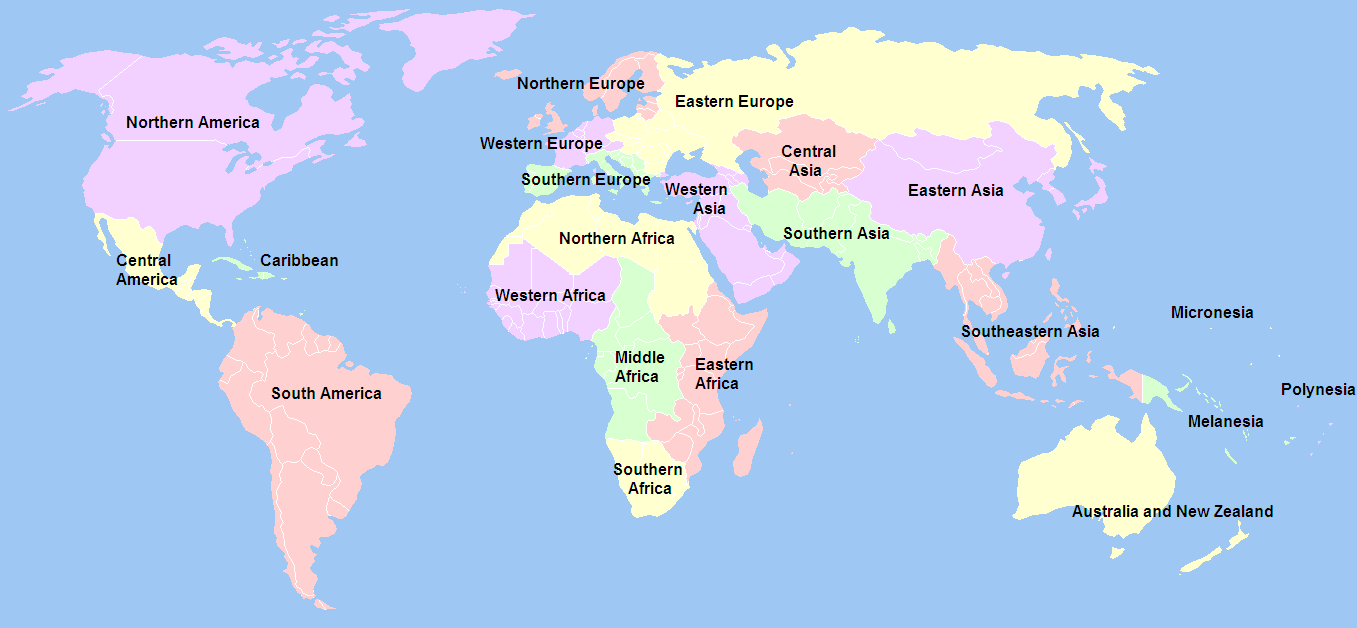
Sous-régions statistiques telles que définies par la DSNU. L'Antarctique n'est pas représenté.

Le Schéma géographique des Nations unies est un système qui divise 249 pays et territoires dans le monde en six groupes régionaux, 17 sous -régionaux et neuf groupes régionaux intermédiaires. Il a été conçu par la Division de statistique des Nations unies (UNSD) sur la base de la classification de codage M49 . Les créateurs notent que "l'affectation de pays ou de zones à des groupements spécifiques est pour des raisons de commodité statistique et n'implique aucune hypothèse concernant l'affiliation politique ou autre des pays ou territoires".

## Usage
Le schéma a été créé pour l'analyse statistique et se compose de régions macro-géographiques organisées dans la mesure du possible selon les continents. Au sein de chaque région, des sous-régions géographiques plus petites et parfois des régions intermédiaires contiennent des pays. Les pays sont également regroupés de manière non géographique dans des ensembles économiques et autres sélectionnés.
L'Antarctique est la seule région géographique qui ne comprend aucune sous-région ou zone nationale.
Le schéma géographique de l'UNSD n'établit pas de norme pour l'ensemble du système des Nations unies et diffère souvent des définitions géographiques utilisées par les agences spécialisées autonomes des Nations unies pour leur propre commodité organisationnelle. Par exemple, la DSNU inclut Chypre et la Géorgie en Asie occidentale, mais l'Organisation des Nations Unies pour le développement industriel et l'UNESCO les incluent en Europe,. Cette définition "statistique" diffère également des groupes régionaux des Nations unies.

### Groupements alternatifs
D'autres regroupements alternatifs incluent la classification régionale de la Banque mondiale, les régions du CIA World Factbook et Internet Corporation for Assigned Names and Numbers Geographic Regions,.

## Afrique
- Afrique du Nord
- Afrique sub-saharienne
  - Afrique de l'Est
  - Afrique centrale
  - Afrique du sud
  - Afrique de l'Ouest

## Amériques
- Amérique latine et Caraïbes
  - Caraïbes †
  - Amérique centrale †
  - Amérique du Sud
- Amérique du Nord †

† Les Caraïbes, l'Amérique centrale et l'Amérique du Nord forment ensemble le continent géographique de l'Amérique du Nord.

## Asie
- Asie centrale
- Asie de l'Est
- Asie du Sud-Est
- Asie du Sud
- Asie occidentale

## Europe
- Europe de l'Est (y compris l'Asie du Nord )
- Europe du Nord
  - Îles anglo-normandes
- Europe du Sud
- Europe de l'Ouest

## Océanie
- Australie et Nouvelle-Zélande
- Mélanésie
- Micronésie
- Polynésie

## Plans

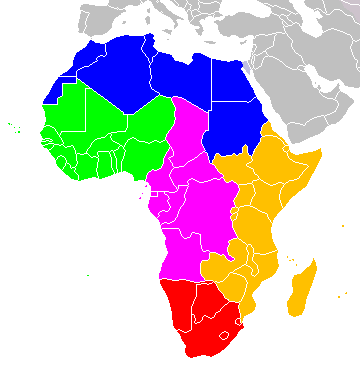
[en→fr]UN geoscheme for Africa
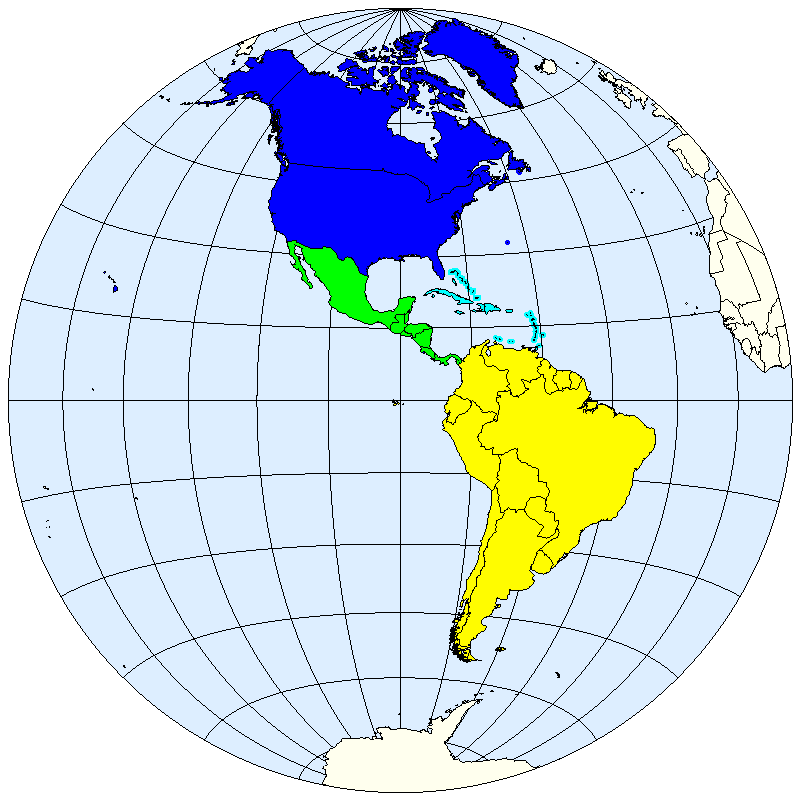
[en→fr]UN geoscheme for the Americas
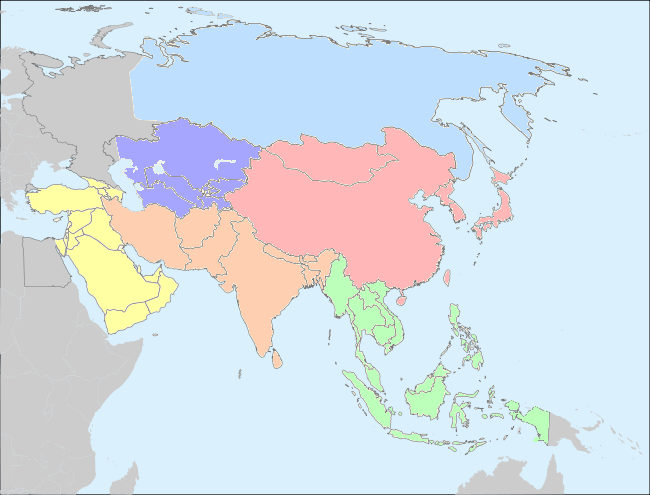
[en→fr]UN geoscheme for Asia
[en→fr]UN geoscheme for Europe
[en→fr]UN geoscheme for Oceania